# Château d'Avoine
Le château d'Avoine, ou château d'Avoines, est un édifice du XVIIe siècle situé à Avoine, dans le département de l'Orne en région Normandie. Il fait l'objet de différentes protections au titre des Monuments historiques.

## Localisation
L'édifice est situé au lieu-dit le Logis, à 1,6 km au nord du bourg d'Avoine, à 1,7 km à l'ouest de celui de Tanques, à 2 km à l'est de celui de Joué-du-Plain et à 2 km au sud de celui de Loucé.

## Historique
Le château est construit à l'extrême fin du XVIe siècle tout début du XVIIe siècle par Jacques Gabriel.
Le château est commandé par Maurice de Droullin entre 1598 et 1601. La famille Droullin vend la propriété en 1646 à la famille Le Petit d'Aveine qui la conserve jusqu'à la Révolution française.[réf. nécessaire]
Le château est vendu comme bien national lors de la Révolution française et une partie du corps principal est détruit dans les années 1820[réf. nécessaire].
Propriété privée, le château est actuellement en cours de restauration.

## Architecture
Le colombier est inscrit depuis le 28 décembre 1979. Le château, les douves, les murs et le pont d'accès sont classés depuis le 25 novembre 1991. La ferme, l'allée et les sols sont inscrits en date du 27 novembre 2007.